# Juan José de Amézaga
Juan José de Amézaga Landaroso (, 28. siječnja 1881. – Montevideo 21. kolovoza 1956.) bio je urugvajski predsjednik. 

## Pozadina
Amézaga je bio istaknuti član stranke Coloradu, koja je dugo vladala zemljom. Po zanimanju je bio pravnik i dugi niz godina je predavao taj predmet na sveučilištu. Njegova politička baza bila je u Duraznu, kojeg je zastupao u Zastupničkom domu između 1907. i 1915., a kasnije je bio ministar industrije.[nedostaje izvor]

## Predsjednik Urugvaja
Mandat mu je trajao od 1943. do 1947. godine. Njegova vladavina se smatra značajno prvim ustavnim mandatom od državnog udara koji je proveo Gabriel Terra 1933. godine. 
Amézagi potpredsjednik bio je Alberto Guani, koji se i sam istaknuo kao odličan diplomat. Predsjednik Amégaga, koji je urugvajski veleposlanik u Moskvi, tamo je poslao socijalista Emilija Frugonija. 
Godine 1947.  Amézagu je naslijedio Tomás Berret, čiji je mandat trajao gotovo 5 mjeseci, dok nije umro.